# Christian Fitzner
Christian Fitzner (* 15. Mai 1962 in Stuttgart) ist ein deutscher Dirigent.

## Leben
Christian Fitzner ging nach dem Schulabschluss ab 1978 an die Musikhochschule Stuttgart, wo er Klavier und Horn bei Johannes Ritzkowsky, Mahir Çakar und Hermann Baumann studierte. Das Studium der Musik setzte er in der Kapellmeisterklasse von Professor Thomas Ungar fort. 1988 erwarb er den Titel Diplom-Dirigent. Bereits in jener Zeit gab es Konzerte mit den Württembergischen Philharmonikern in Reutlingen, dem Baden-Badener Orchester, dem New Symphonic Orchestra Boston, dem Südwestdeutschen Kammerorchester und dem Orchestra Filharmonica di Russe. 
Ab 1987 war Christian Fitzner in Wangen im Allgäu tätig, wo er bis 1993 das dortige sinfonische Städteorchester leitete. 1990 übernahm er gleichzeitig die Leitung des Landesjugendkammerorchesters Nordrhein-Westfalen, für das er schon seit 1986 als Assistent gewirkt hatte. 1992 war er für die Bilkent-Universität in Ankara und das deutsch-portugiesische Jugendsinfonieorchester tätig und nahm erfolgreich an zahlreichen Auslandskonzerten teil. Es entstanden mehrere Rundfunk- und Schallplattenproduktionen.
1993 übernahm Christian Fitzner vertretungsweise an der Staatlichen Hochschule für Musik und Darstellende Kunst in seiner Heimatstadt Stuttgart einen Lehrstuhl. 
Anfang 1994 wurde er künstlerischer Leiter und wenige Zeit später in Personalunion Geschäftsführer des Philharmonischen Kammerorchesters in der Kleinstadt Wernigerode am Harz. Trotz anhaltender Probleme beim dauerhaften Erhalt dieses Orchesters gelang es Christian Fitzner, es zu beachtlichen Erfolgen zu führen. So ist er u. a. Mitbegründer der seit 1996 stattfindenden Sommerfestspiele auf Schloss Wernigerode. Als Gastdirigent leitete Christian Fitzner außerdem zahlreiche internationale Orchester. 
1999 erfolgte seine Ernennung zum Musikdirektor.

## Ehrungen
2004 erhielt er den Kulturpreis der Stadt Wernigerode.